# Punta Tombo
Punta Tombo est une réserve de faune sur la côte atlantique de la province de Chubut, en République argentine, et une des principales colonies continentales de reproduction du manchot de Magellan (Spheniscus Magallanes), située à 120 kilomètres au sud de l'embouchure du Río Chubut, où se trouvent les villes de Rawson et de Trelew.

## Description
Depuis l'année 1982, le fonctionnement et la soutenabilité de la réserve sont étudiés, entre autres, par la Société zoologique de New York et la Wildlife Conservation Society.
Punta Tombo est une étroite frange rocheuse de trois kilomètres de long pour six cents mètres de large qui pénètre dans l'Océan Atlantique.
Ce cap rocheux prononcé est dû à l'existence d'un affleurement de roche cristalline, d'origine préjurassique, qui a résisté à l'érosion marine.
Sur ce substrat on trouve de vastes zones de sable fin mais compacté, ce qui constitue un terrain idéal pour que les manchots puissent creuser leur nid.
De vastes zones du sol sont littéralement minées de cavités de faible profondeur, où les manchots déposent chaque année leurs œufs et élèvent leurs poussins.

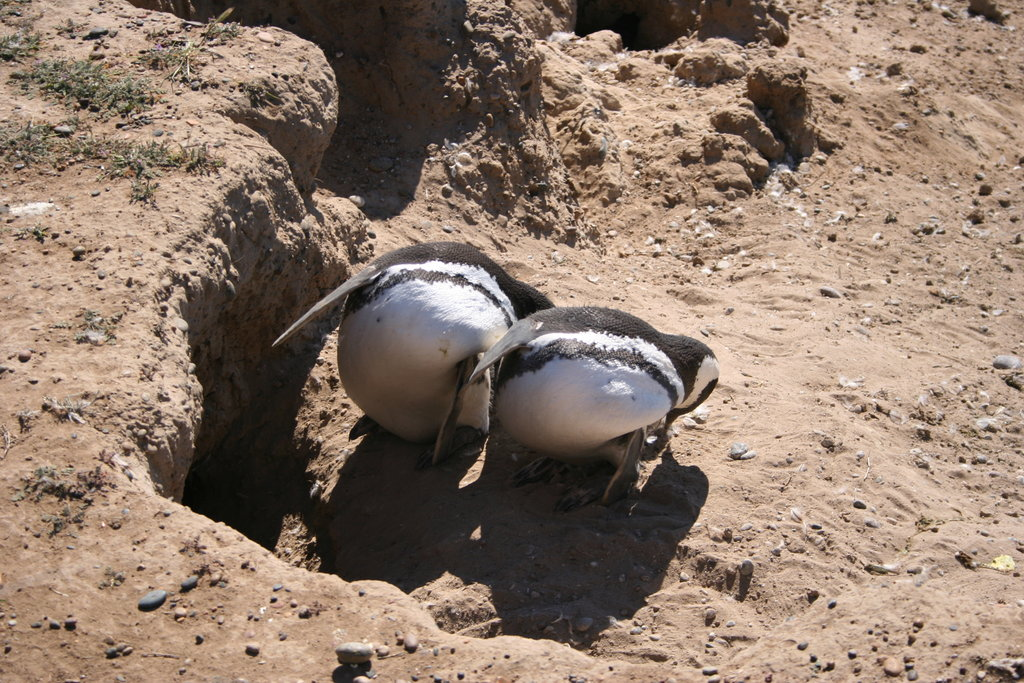
Cavités de nidification caractéristiques sur les côtes de Punta Tumbo en Patagonie.

La pente douce de ces plages, facilite beaucoup le déplacement terrestre des oiseaux, qui plusieurs fois par jour effectuent le trajet entre leur nid et la mer pour s'y alimenter.
Les manchots, bien que mis en alerte par la présence humaine, ne paniquent nullement et n'abandonnent pas leurs nids, d'où l'interaction homme oiseau est très directe.
Pour éviter les accidents et préjudices aux animaux, depuis la création de la réserve, on a construit des passerelles qui permettent aux visiteurs de circuler sans risquer de provoquer l'effondrement des cavités à leur passage.

## Période de reproduction
Les manchots mâles arrivent sur la plage à la fin du mois d'août et reconditionnent le même nid (cavités) qu'a utilisé la famille année après année.
Au début du mois d'octobre, les femelles font une ponte de deux œufs, qu'elles couvent pendant quarante jours. Pendant cette période le couple se relaie pour s'alimenter et surveiller le nid. Toute inattention est utilisée par des goélands (gaviotas) et autres oiseaux pour s'alimenter aux dépens des œufs. À la fin du mois d'avril, les poussins ont appris à nager et à s'alimenter par eux-mêmes, et entreprennent avec leurs parents leur périple annuel dans l'Atlantique sud.

## Avifaune
Avec quelques variations selon la saison, on a comptabilisé à Punta Tombo la présence de plus d'1 000 000 de manchots de Magellan, ce qui fait de la réserve la plus grande colonie (en espagnol pingüinera) continentale de cette espèce.
D'autres espèces d'oiseaux nidifient aussi en ces lieux. Citons le goéland dominicain (Larus dominicanus), le goéland gris ou austral (Leucophaeus modestus), le labbe antarctique (Stercorarius antarcticus), le labbe du Chili (Stercorarius chilensis), les cormorans (Cormoran impérial Leucocarbo atriceps et cormoran de Magellan ou Phalacrocorax magellanicus), les brassemers à tête blanche appelés localement pato vapor (Tachyeres leucocephalus), et les huitriers ou ostreros, dont l'huîtrier de Garnot (Haematopus leucopodus) et l'huîtrier noir (Haematopus ater).
La réserve est aussi visitée par les colombes antarctiques, les pétrels  et le sternini (Larosterna inca).
Au total on a enregistré à Punta Tombo 108 espèces d'oiseaux (observations faites pendant 3 ans en saison estivale), dont 30 se reproduisent sur place. Citons encore le cormorán cuello negro (Phalacrocorax magellanicus), la gaviota grise (Larus scoresbii), le gaviotín sudamericano (Sterna hirundinacea), le gaviotín pico amarillo (Sterna sandvicensis), le skua commun (Stercorarius chilensis) ainsi que le quetro cabeza blanca (Tachyeres leucocephalus).

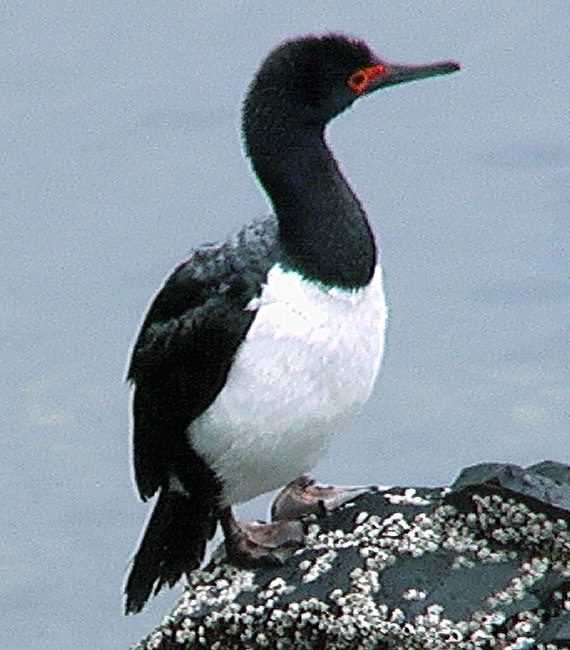
Cormoran de Magellan (Phalacrocorax magellanicus)
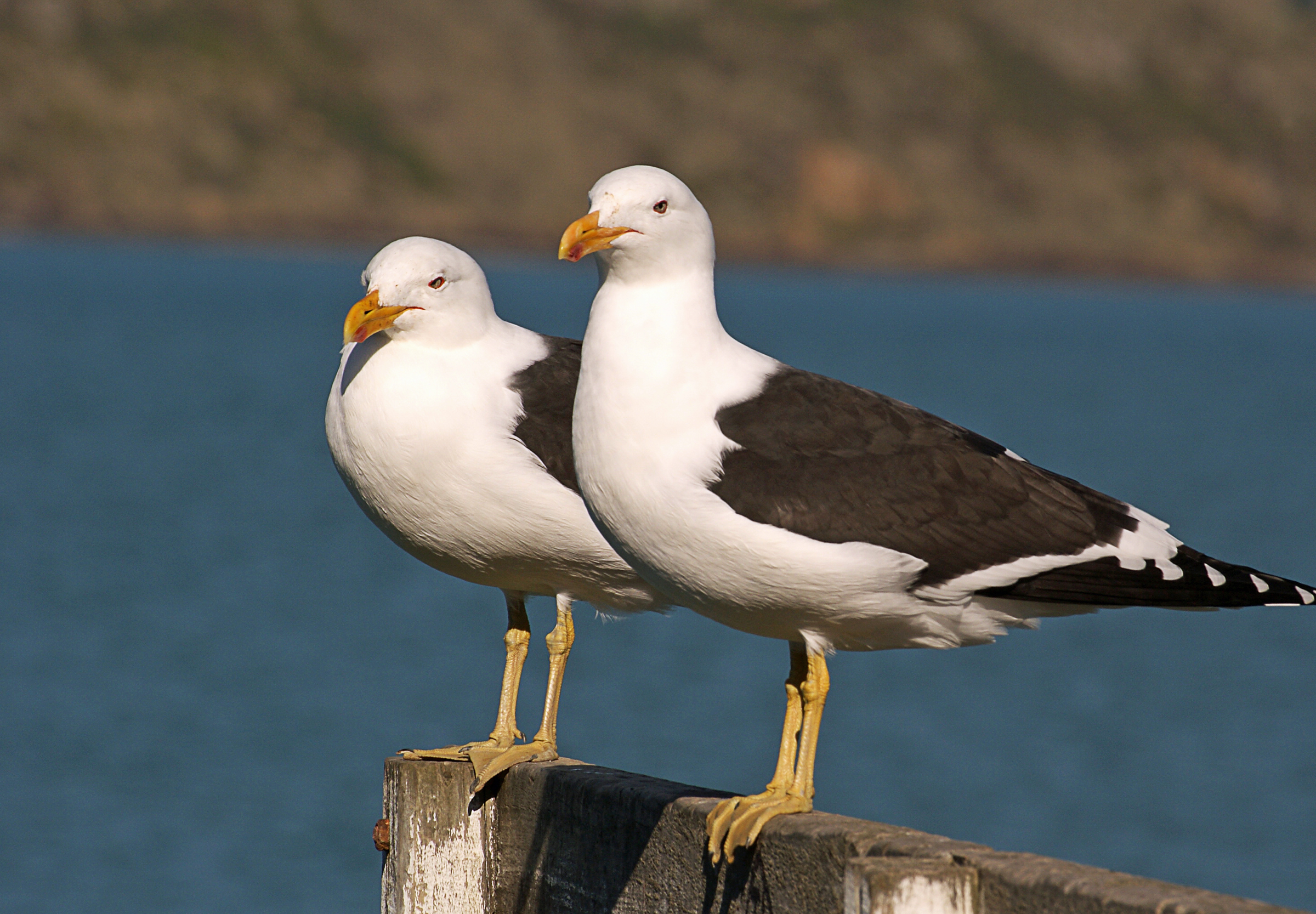
Goélands dominicains (Larus dominicanus)
Manchot de Magellan (Spheniscus magellanicus)

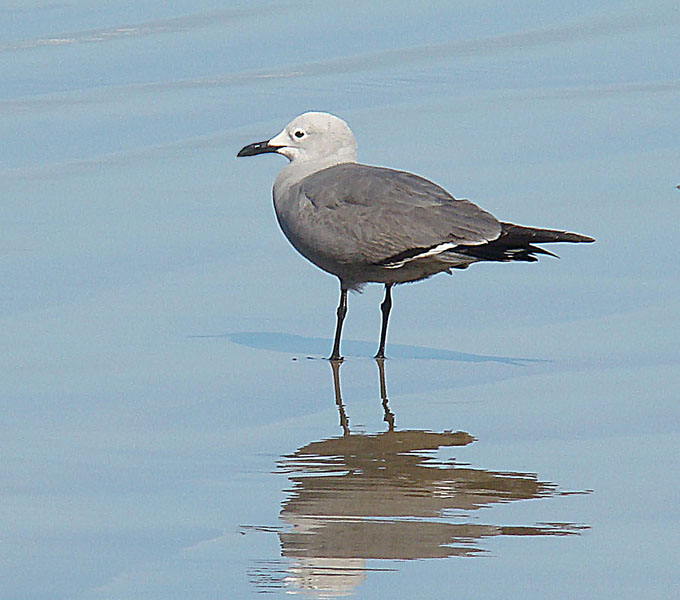
Goéland gris ou austral (Leucophaeus modestus)
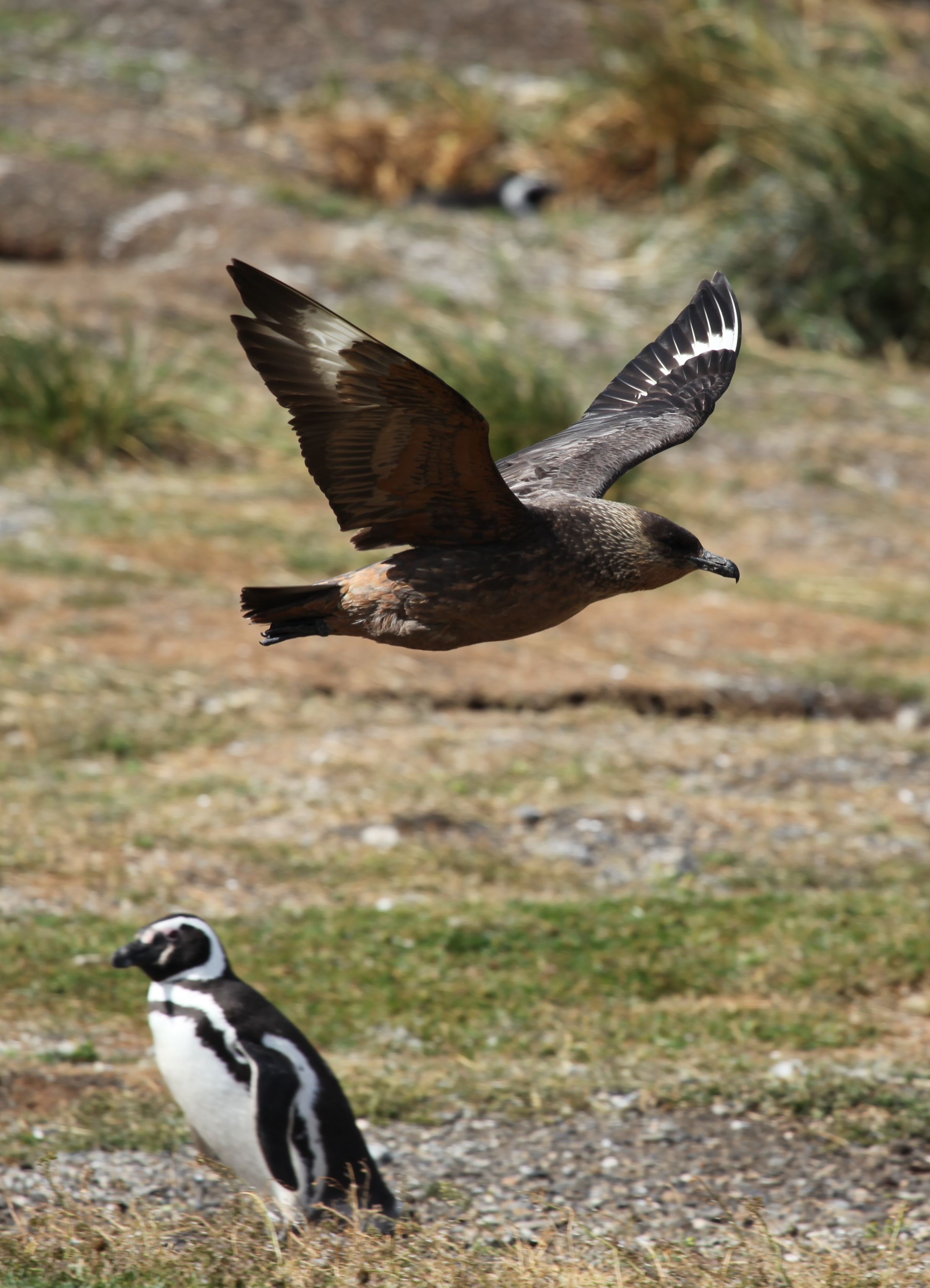
Labbe antarctique (stercorarius antarcticus) volant au dessus d'un manchot de Magellan.
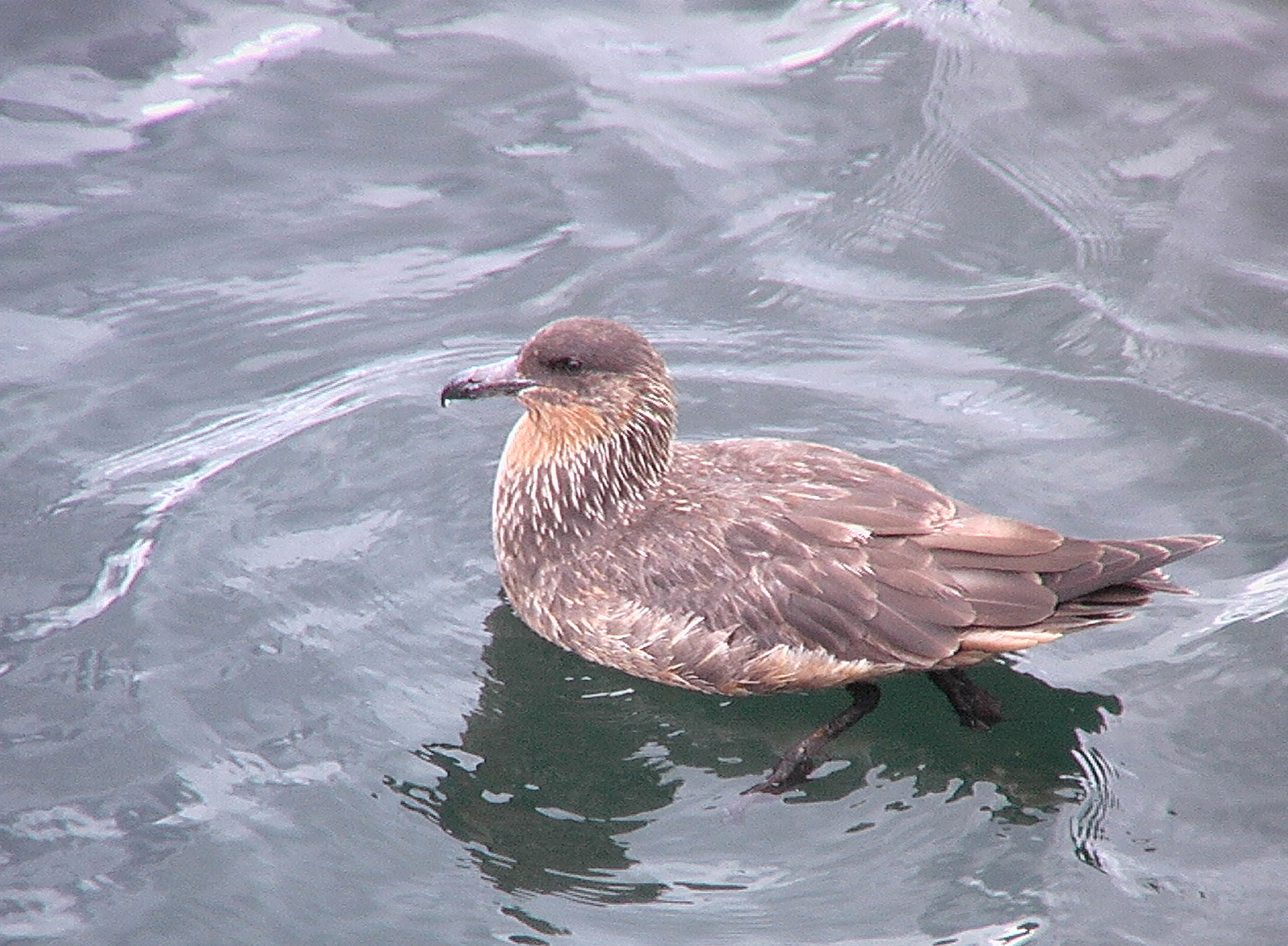
Labbe du Chili (Stercorarius chilensis)

## Référence anthropologique

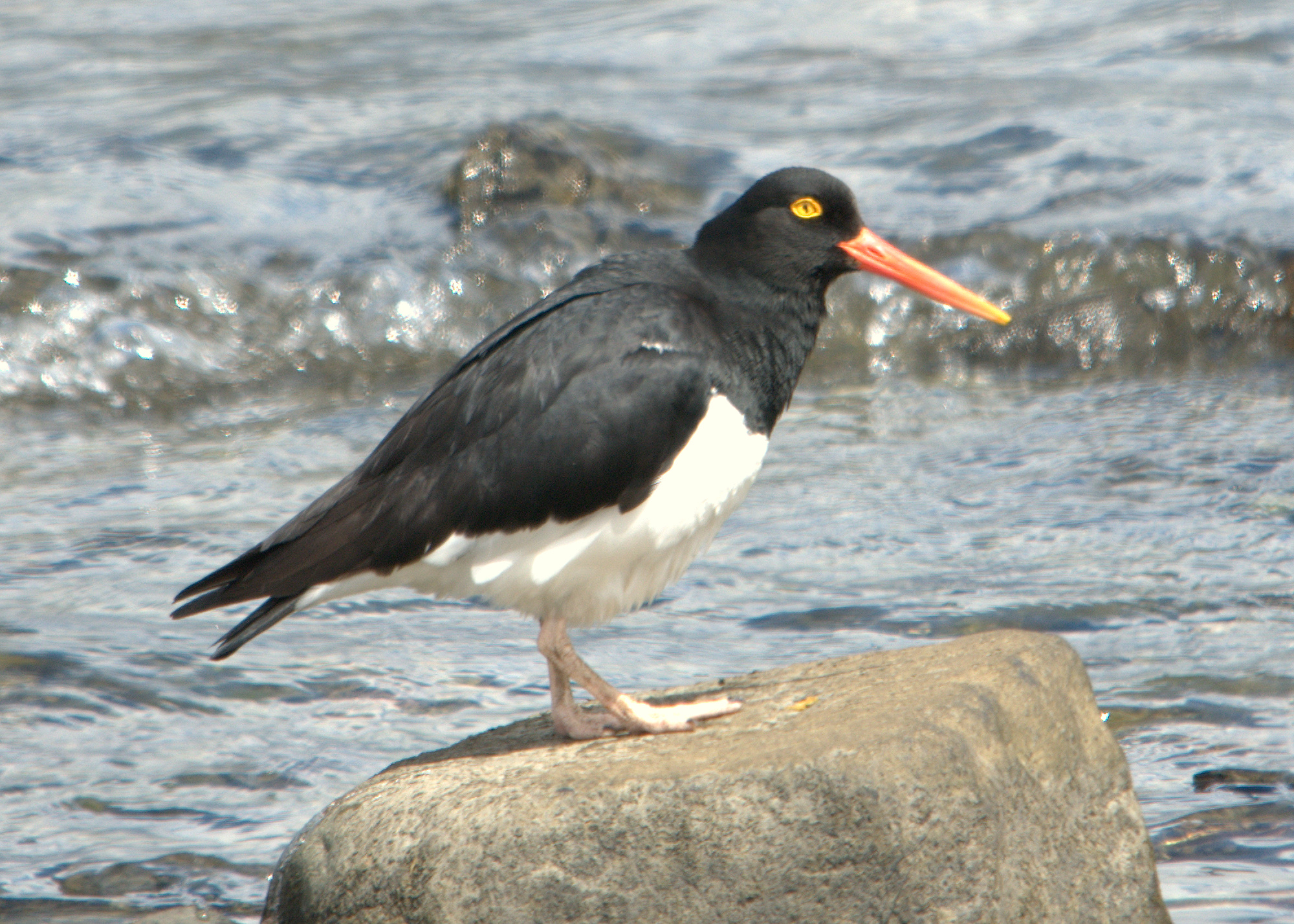
L'huîtrier de Garnot.

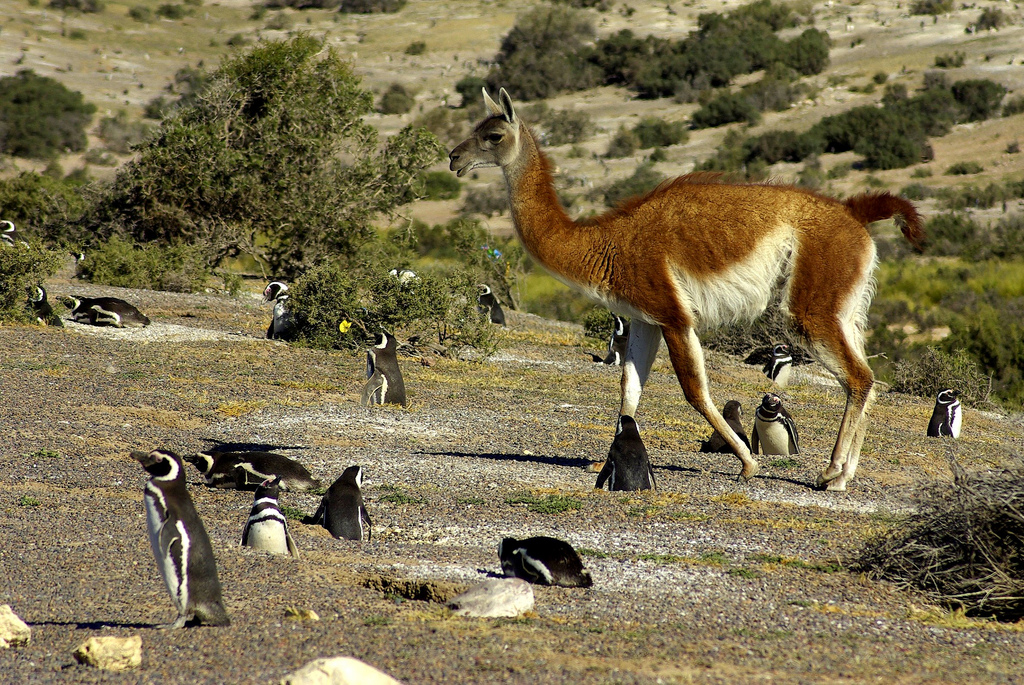
Un guanaco avec des manchots.

Sur les collines qui surplombent les lieux, on a trouvé les restes d'un ancien cimetière 
tehuelche. Les peuples originaires de la contrée connaissaient évidemment les lieux depuis la plus haute Antiquité, et l'utilisaient comme habitat saisonnier dans leurs parcours habituels à travers la steppe de Patagonie.

## Tourisme
Dans les années 1960 débuta la gestion de l'endroit en tant que réserve naturelle, et à partir de 1979, le gouvernement du Chubut la désigna "Área natural protegida" (Aire naturelle protégée), controlant son accès et etablissant un service permanent de gardes.
Selon les données du Secrétariat au Tourisme du Chubut, l'entrée des visiteurs montre une importante évolution d'année en année, depuis une moyenne de 30 000 touristes dans la décennie 
1990 jusqu'à approximativement 65 000 en 2005. Parmi eux, 41% sont d'origine étrangère.
La saison touristique s'étend de septembre à avril, époque durant laquelle les oiseaux arrivent sur la côte pour nidifier et protéger leurs petits.